# Isoindolin
Isoindolin är en heterocyklisk förening med bicyklisk struktur, vilken kan beskrivas som en bensen-ring ansluten till en fematomig ring med kväve som heteroatom på position 2 (se bild). Som namnet antyder, är det en isomer till indolin.

## Isoindoliner
Isoindolin kan också beteckna en kemisk förening som har en eller flera isoindoliner i sin struktur.

### Användning
Isoindolinderivat används bland annat som pigment, så kallade isoindolinpigment.